# Théologie pratique

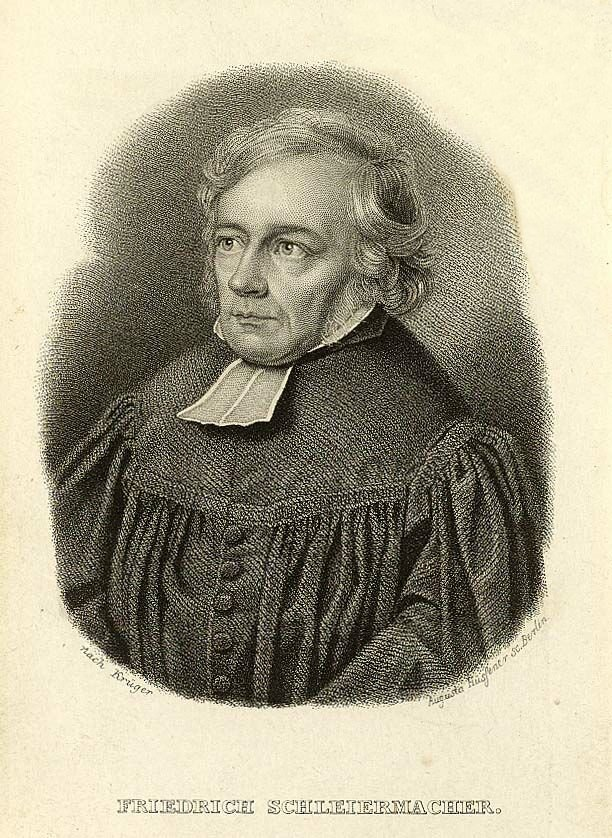
Friedrich Schleiermacher, considéré comme le fondateur de la théologie pratique.

La théologie pratique est une discipline académique qui examine la manière dont la théorie et les pratiques de la théologie chrétienne peuvent s'articuler entre elles.
Elle rassemble les enseignements concernant les diverses actions ecclésiales (liturgie, morale, catéchèse, etc.) et expose les raisons de ces pratiques.

## Histoire
La tâche de la théologie pratique réside dans la médiation critique entre la science théologique et la pratique chrétienne dans l'Église et la société. Cette définition programmatique suscite toutefois un débat sur la question de son statut scientifique au sein de la théologie et de son objet proprement dit. En tant que discipline scientifique, la théologie pratique est née au début des années 1800, ce qui en fait la plus récente des discilines théologiques académiques. Friedrich Schleiermacher (1768-1834) est généralement considéré comme son fondateur. L'argument principal était l'existence d'un fossé entre une théologie éloignée de la pratique et une pratique religieuse ecclésiastique dans laquelle la théologie scientifique n'avait presque plus d'importance. Schleiermacher considérait la théologie pratique comme l'une des trois sciences théologiques, avec la théologie philosophique et la théologie historique, l'ensemble formant la théologie entière.
Cependant, dès la fin du XVIe siècle, une série d'écrits en latin sur la théologie pratique (theologia practica) traitaient  déjà de l'éthique et/ou de l'ascétisme. Selon Gisbertus Voetius (1589-1676), la théologie pratique comprenait en outre des questions d'ecclésiologie (politica ecclesiastica) et d'homilétique. Dans les premières années du XVIIe siècle, une tentative a eu lieu, sans succès, pour établir une chaire de théologie pratique à l'université de Leyde. 

## Fonctions
La théologie pratique cherche souvent à aborder une déconnexion entre la dogmatique (ou théologie en tant que discipline académique) d'une part, et la vie et la pratique ecclésiales d'autre part.
Ses fonctions principales se présentent sous la forme de quatre questions-clés :
- Que se passe-t-il ? (fonction descriptive-empirique)
- Pourquoi cela se passe-t-il ? (fonction interprétative)
- Que devrait-il se passer ? (fonction normative)
- Comment pourrions-nous réagir ? (fonction pragmatique).

Elle se compose de plusieurs sous-domaines connexes : la théologie appliquée (comme les missions, l'évangélisation, l'éducation religieuse, la psychologie pastorale ou la psychologie de la religion), l'homilétique, la formation spirituelle, la théologie pastorale, la direction spirituelle, la théologie spirituelle (ou théologie ascétique), la théologie politique, la théologie de la justice et de la paix.

## Définitions
Plusieurs définitions peuvent être proposées. La théologie pratique peut être "le service réflexif de l'action de l’Église aujourd'hui", autrement dit le lieu de la réflexion, à partir de la théologie dogmatique ou systématique, sur l'agir de l’Église.
« La théologie pratique traite de la manière dont l’Église s’accomplit actuellement par elle-même, pour autant qu’une réflexion scientifique permette de le mettre en lumière, en se fondant à la fois sur la réalité essentielle de l’Église et sur l’analyse théologique de la situation actuelle, soit dans son accomplissement effectif, (point de vue critique), soit par rapport à ce qui doit s’accomplir (point de vue normatif). » (Karl Rahner)

Elle peut aussi être le lieu de la réflexion qui rend compte de la pratique chrétienne.
"Le rôle de la théologie, c’est de rendre compte de la pratique de la foi." (Vincent Cosmao)

## La théologie pratique comme lieu de formation des agents de l’Église

### Objectifs
Elle initie l'étudiant à :
- l'analyse des pratiques sociales[8] et ecclésiales,
- à leur interprétation théologique et à l'élaboration de projets d'intervention.

À la fin de quoi, l'apprenti pasteur, prêtre ou pope est en mesure :
1. d'identifier les éléments caractéristiques de la pratique en cause ;
2. d'esquisser un diagnostic pastoral pertinent eu égard aux enjeux de la pratique observée ;
3. d'élaborer un plan d'intervention adapté à la situation.

### Thématiques principales
- Religion, croyance et phénomène religieux
  - Pratiques du dialogue inter-religieux

- Méthodes et outils en théologie

- Éthique théologique
  - Gestion et leadership en Église
  - Animation pastorale
  - Accompagnement pastoral
  - Accompagnement pastoral et santé

- La transmission de la foi aujourd'hui
  - Dieu : questions et approches
  - Jésus : de l'histoire à la théologie
  - Histoire du christianisme
  - Éducation de la foi
  - Cultures et spiritualités des jeunes

- Pratiques rituelles : analyse-créations
  - Rites et sacrements

- Modernité, urbanisation et église
- Foi, politique et engagement social